# Continental Motors Company

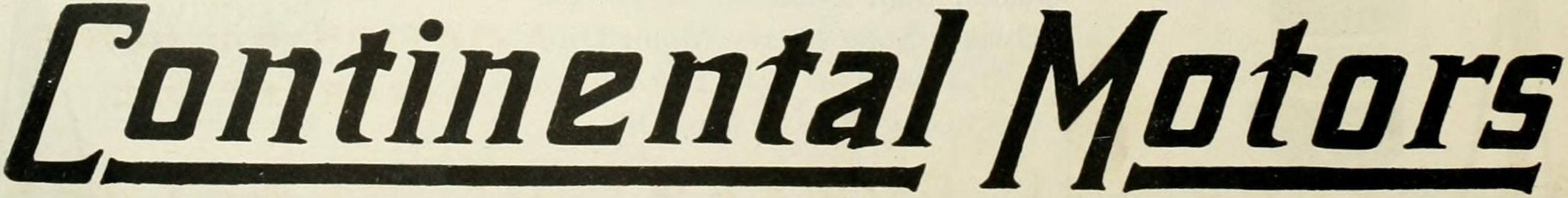
logo

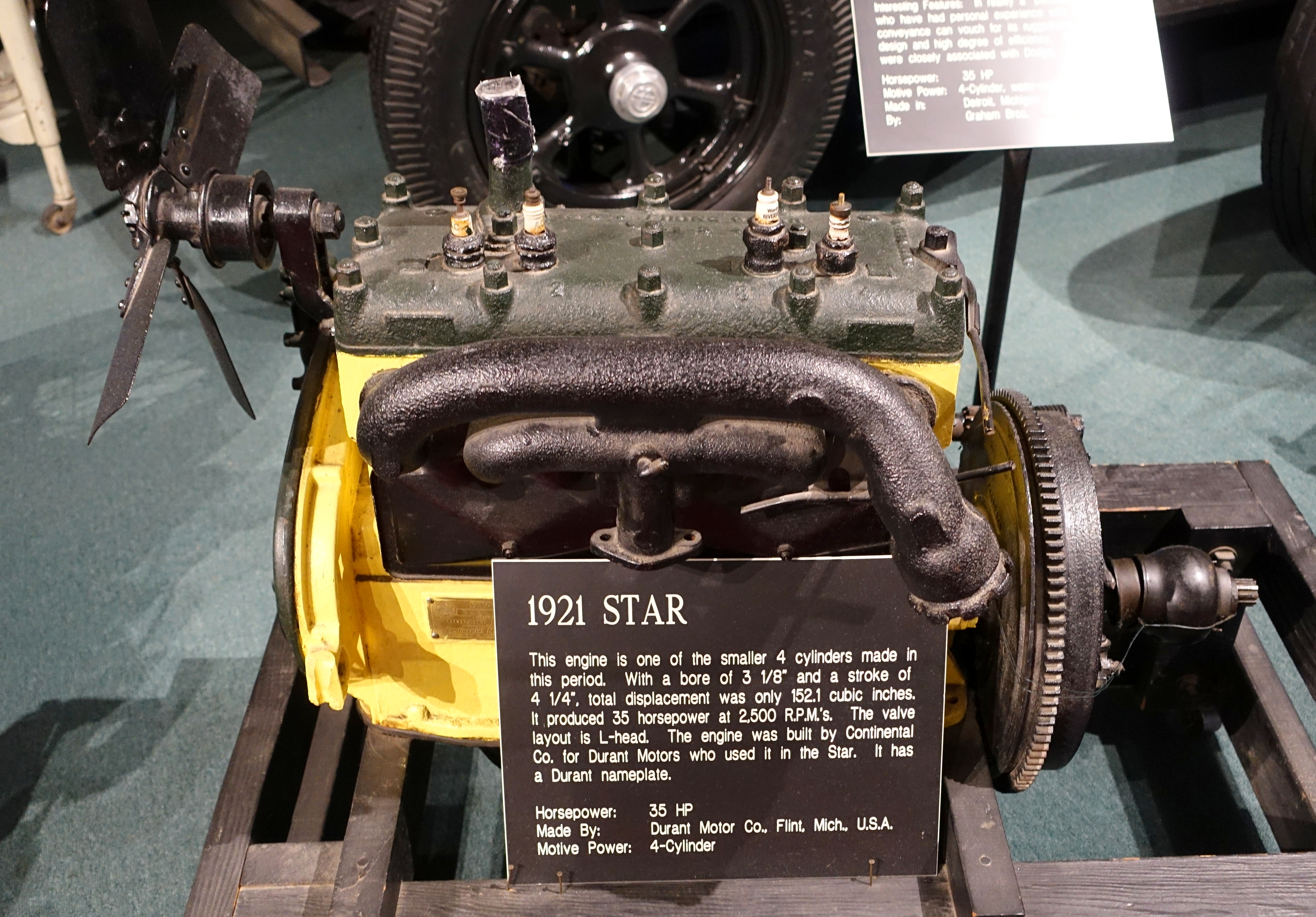
Continental benzinemotor gemaakt voor Durant Motor (1921)

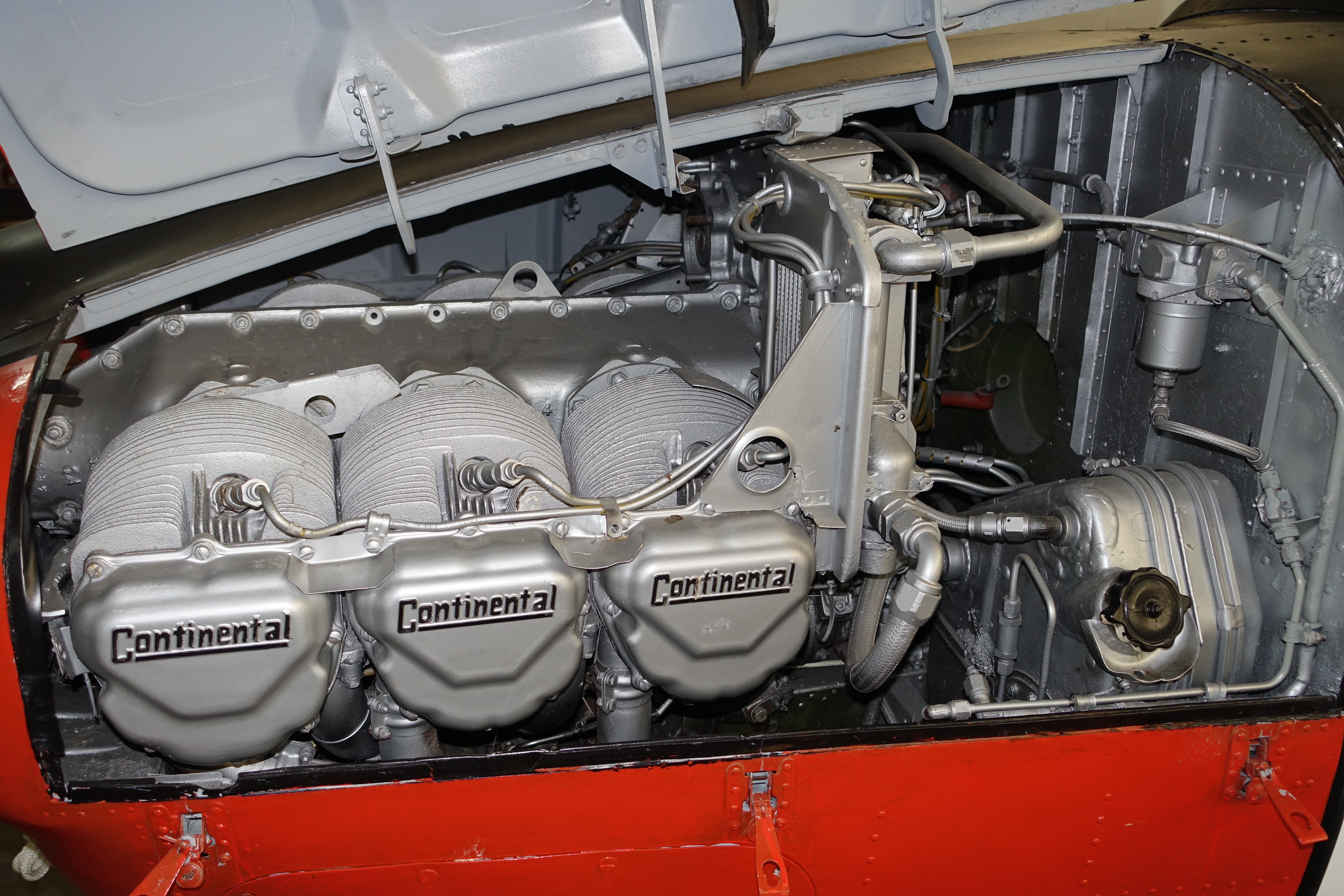
Continental boxermotor voor een Beech T-34A toestel

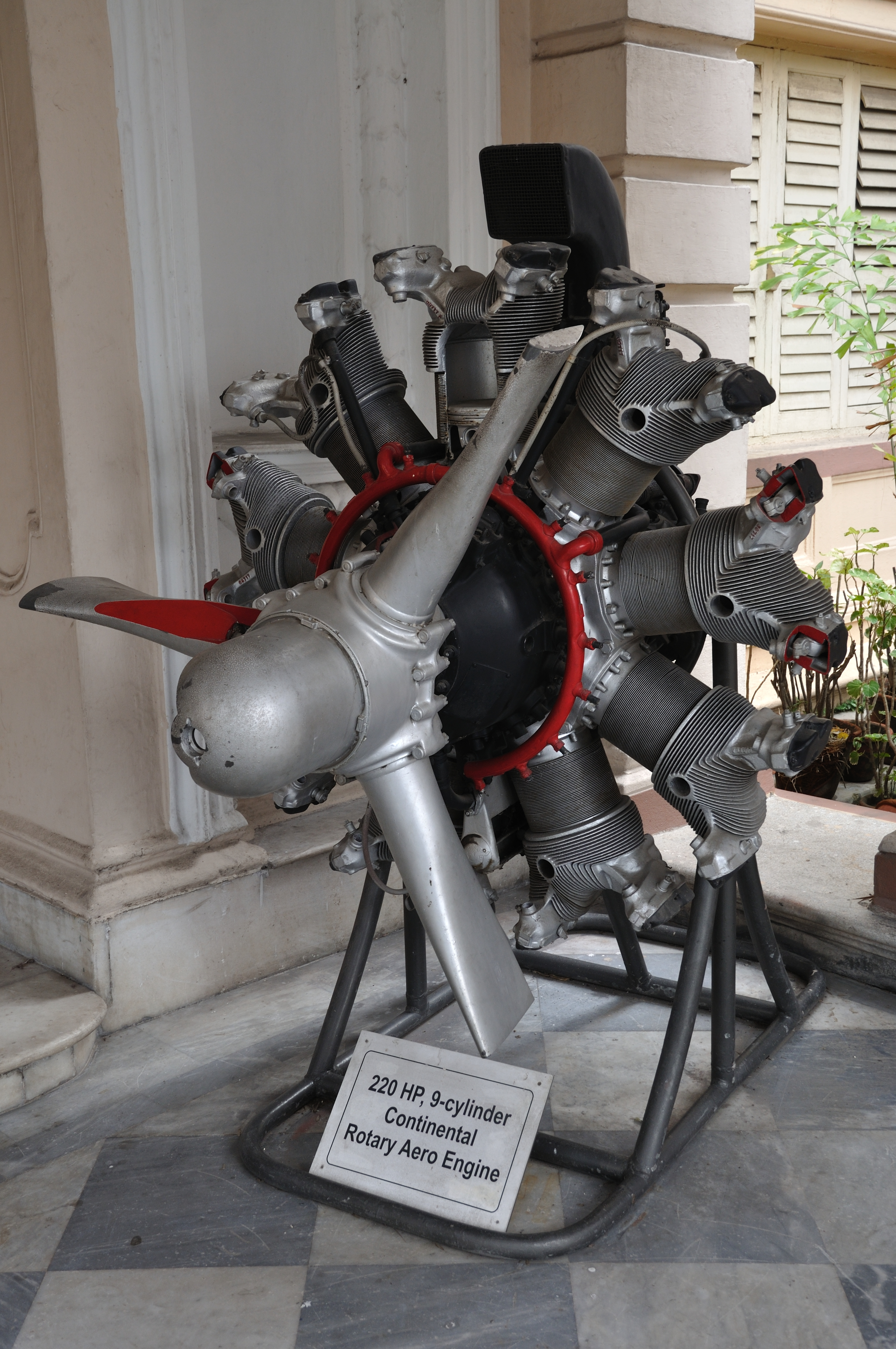
Continental R-9A vliegtuigmotor

Continental Motors Company was een Amerikaanse fabrikant van verbrandingsmotoren. Het begon als toeleverancier van motoren aan fabrikanten van auto's, trekkers, vrachtwagens en van stationaire apparatuur zoals pompen, generatoren en voor de aandrijvingen van machines. In 1932-1933 produceerde het korte tijd ook zelf personenwagens onder de bedrijfsnaam Continental Automobile Company. De Continental Aircraft Engine Company werd in 1929 opgericht voor de ontwikkeling en productie van vliegtuigmotoren.

## Geschiedenis
In 1905 werd Continental Motors opgericht door Ross Judson en Arthur Tobin. De eerste plaats van vestiging was Muskegon in de staat Michigan. Het eerste product was een viercilinder benzinemotor. In 1911 plaatst de Hudson Motor Company een bestelling van 10.000 motoren, hiervoor was meer ruimte nodig en het bedrijf verhuisde naar Detroit. De fabriek was een ontwerp van Albert Kahn en kreeg een capaciteit van 18.000 motoren per jaar.
Continental Motors maakte motoren voor talloze onafhankelijke autobedrijven in de jaren 1910, 1920 en 1930, waaronder Durant Motors. In 1931 ging Durant failliet en Continental Motors nam diverse activiteiten van Durant over en begon zelf auto's te assembleren. Door de hevige concurrentie heeft deze activiteit maar enige jaren bestaan.
In augustus 1929 werd de Continental Aircraft Engine Company opgericht voor vliegtuigmotoren. Het was een belangrijke fabrikant van boxermotoren voor lichte vliegtuigen. 
In 1931 had Continental Motors het Amerikaanse leger benaderd om een vliegtuigmotor, de A-70, aan te passen voor gebruik in tanks. De A-70 telt zeven cilinders goed voor een vermogen van 165 pk. Het leger stemde in en Continental Motors paste de motor aan en gaf het de aanduiding W-670 of R-670. De eerste R-670 werd gemonteerd in de M1 Combat Car, gebouwd door Rock Island Arsenal in 1932. Continental Motors was daarmee de enige leverancier van deze motor voor lichte en middelzware Amerikaanse tanks.
Tijdens de Tweede Wereldoorlog bouwde Continental Motors motoren van eigen ontwerp, maar ook onder licentie van andere fabrikanten. Het fabriceerde de Wright R-975, een aangepaste vliegtuigmotor voor tanks zoals de M3 Lee en de Sherman, gemechaniseerde artillerie zoals de M7 Priest en verschillende andere rupsvoertuigen zoals de M5 artillerietrekker. Het bouwde ook de Pratt & Whitney R-1340 die gemonteerd werden in het Texan trainingsvliegtuig. Tegen het einde van de oorlog maakte het Rolls-Royce Merlin vliegtuigmotoren die werd gebruikt in de P-51 Mustang en ook Ford GAA achtcilinder V-motoren voor de M4A3 Sherman tank. Continental Motors was uitzonderlijk, het bouwde vier vliegtuigmotoren onder licentie terwijl andere fabrikanten er hoogstens een onder licentie maakten. Alleen al van de R-975 motor bouwde Continental Motors ruim 50.000 exemplaren.
In 1943 telde het bedrijf 8000 arbeiders. De contracten van de Amerikaanse overheid liepen door tijdens de Koreaanse Oorlog. Toen de straalmotor de zuigermotor begon te vervangen, verloor Continental zijn militaire contracten. 
In 1945 werd Kaiser-Frazer een klant van Continental Motors. De productie liep terug in de na-oorlogse jaren al was er een opleving tijdens de Koreaanse oorlog. In 1953 nam Kaiser Motor de motorenfabriek van Continental Motors over. In 1965 nam Detroit Engine een deel over en in 1969 nam Teledyne de rest van Continental Motors over.
Het bedrijf ging verder als Teledyne Continental Motors (TCM). Op 14 december 2010 kondigde Teledyne aan dat TCM, en nog wat andere bedrijfsonderdelen, overgaan naar Technify Motor (VS). De laatste is een dochteronderneming van AVIC International, AVIC is een Chinees staatsbedrijf actief in de lucht- en ruimtevaart. In maart 2019 werd de bedrijfsnaam gewijzigd van Continental Motors naar Continental Aerospace Technologies.